# Abimagique
Abimagique (titre original : Abimagique) est un roman court fantastique de Lucius Shepard paru en 2007 puis traduit en français et publié aux éditions Le Bélial' en 2019.
Une première version plus courte est parue dans le magazine Sci Fiction (en) en août 2005.

## Résumé
Un jeune thésard tombe amoureux d'Abimagique, une femme mystérieuse et envoûtante, aux formes généreuses, qui se révèle ensuite manipulatrice et parfois même violente. Il semble envoûté, délaissant peu à peu ses amis, ses recherches, ses habitudes alimentaires, succombant à sa sensualité et aux joutes sexuelles qui lui procurent un plaisir dont il ne peut se passer. 
Mais peu à peu, il se pose des questions sur le comportement et les habitudes d'Abimagique qui lui semblent parfois à la limite du surnaturel. Il croise et s'entretient avec deux de ses anciens amants, et tous deux mettent en avant ce caractère surnaturel. 
Ne pouvant néanmoins se soustraire à son attrait, il va peu à peu se plonger avec elle dans une tentative de sauvetage du monde face à de mystérieuses puissances obscures...